# Tysklands evangeliska kyrka

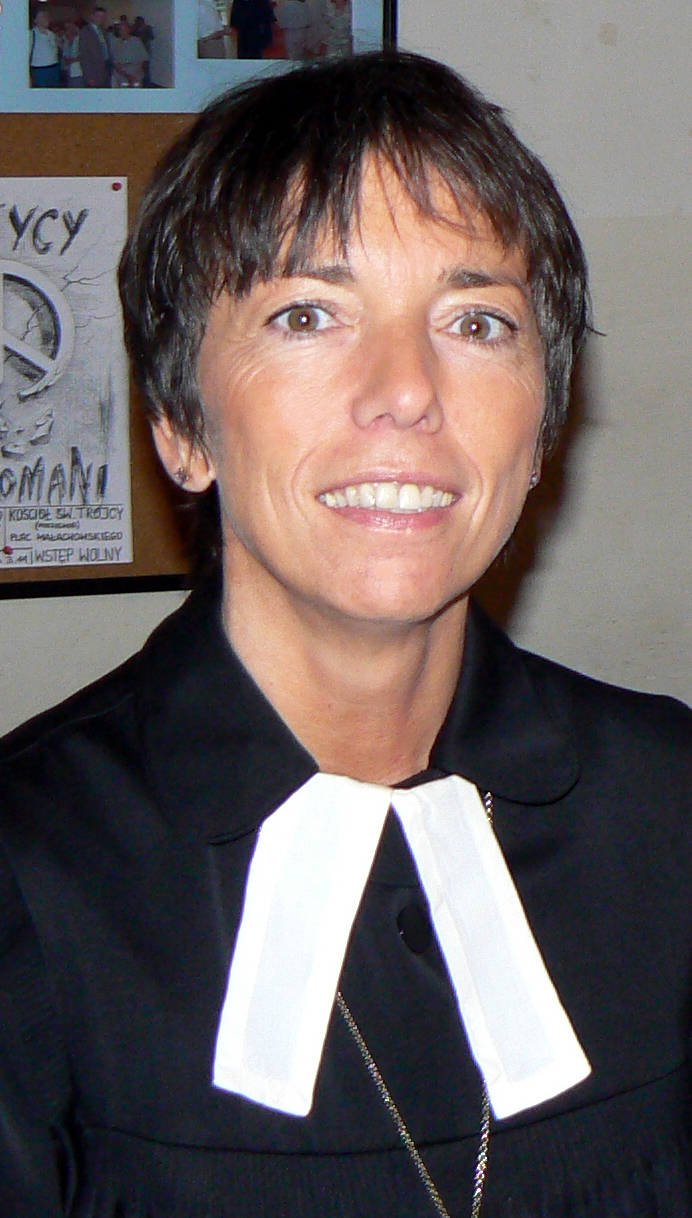
Margot Käßmann, ordförande för EKD:s råd (kyrkostyrelse) 2009-2010

Tysklands evangeliska kyrka, (tyska: Evangelische Kirche in Deutschland, EKD), är en gemenskap av 20 regionala evangeliska kyrkor ("Landeskirchen") i Tyskland. Det finns lutherska, reformerta och förenade Landeskirchen, men alla har de kyrkogemenskap, det vill säga gemenskap kring ord och sakrament. 
Bekännelsekyrkan (tyska: Die bekennende Kirche) var en rörelse inom den evangeliska kyrkan i Tyskland under den nazistiska diktaturen som med framgång motverkade de regimtrogna Deutsche Christen och sedan uppgick i Tysklands evangeliska kyrka. Barmendeklarationen från 1934, Bekännelsekyrkans viktigaste dokument är i dag en av Tysklands evangeliska kyrkas officiella bekännelser.

## Medlemskyrkor
Medlemskyrkor i EKD med statistisk information per 2019:
| Kyrka                                                           | Antal församlingar | Medlemstal | Andel medlemmar av befolkningen |
| --------------------------------------------------------------- | ------------------ | ---------- | ------------------------------- |
| Evangeliska kyrkan i Anhalt                                     | 133                | 29 649     | 10,9 %                          |
| Evangeliska kyrkan i Baden                                      | 481                | 1 116 079  | 24,0 %                          |
| Evangelisk-lutherska kyrkan i Bayern                            | 1 536              | 2 297 528  | 17,5 %                          |
| Evangeliska kyrkan i Berlin-Brandenburg-schlesische Oberlausitz | 1 181              | 914 260    | 14,6 %                          |
| Evangelisk-lutherska kyrkan i Braunschweig                      | 328                | 320 900    | 39,3 %                          |
| Bremens evangeliska kyrka                                       | 64                 | 180 955    | 30,6 %                          |
| Evangelisk-lutherska kyrkan i Hannover                          | 1 379              | 2 482 015  | 43,3 %                          |
| Evangeliska kyrkan i Hessen och Nassau                          | 1 127              | 1 483 767  | 28,1 %                          |
| Evangeliska kyrkan i Kurhessen-Waldeck                          | 715                | 783 980    | 42,2 %                          |
| Kyrkan i Lippe                                                  | 69                 | 152 409    | 44,2 %                          |
| Evangeliska kyrkan i Mellantyskland                             | 1 833              | 677 436    | 16,0 %                          |
| Evangelisk-lutherska kyrkan i Nordtyskland                      | 969                | 1 939 750  | 30,4 %                          |
| Evangelisk-lutherska kyrkan i Oldenburg                         | 116                | 397 903    | 36,9 %                          |
| Pfalz evangeliska kyrka                                         | 401                | 494 757    | 31,4 %                          |
| Evangelisk-reformerta kyrkan                                    | 145                | 168 537    | (Ej territoriell)               |
| Evangeliska kyrkan i Rhenlandet                                 | 687                | 2 453 379  | 19,8 %                          |
| Sachsens evangelisk-lutherska kyrka                             | 681                | 663 525    | 17,8 %                          |
| Evangelisk-lutherska kyrkan i Schaumburg-Lippe                  | 22                 | 49 269     | 53,5 %                          |
| Westfalens evangeliska kyrka                                    | 476                | 2 150 027  | 27,2 %                          |
| Evangeliska kyrkan i Württemberg                                | 1 209              | 1 957 088  | 30,3 %                          |
| EKD totalt                                                      | 13 552             | 20 713 213 | 24,9 %                          |

### Fotnoter
1. ↑  ”Arkiverade kopian”. Arkiverad från originalet den 9 juli 2015. https://web.archive.org/web/20150709215759/http://www.ekd.de/english/4247.html. Läst 8 juli 2015.
2. ↑  ”Evangelische Kirche in Deutschland – Kirchenmitgliederzahlen Stand 31.12.2019” (på tyska) (PDF). EKD. https://www.ekd.de/ekd_de/ds_doc/Ber_Kirchenmitglieder_2019.pdf. Läst 13 februari 2021.
3. ↑  ”Gezählt 2020 - Zahlen und Fakten zum kirchlichen Leben” (på tyska) (PDF). EKD. https://www.ekd.de/ekd_de/ds_doc/Gezaehlt_zahlen_und_fakten_2020.pdf. Läst 13 februari 2021.